# Illustrierte Wochenpost
Die Illustrierte Wochenpost – Unterhaltungsblatt für Jedermann war eine österreichische Wochenzeitung der Zwischenkriegszeit. 
Die Erstausgabe der Illustrierten Wochenpost erschien am 13. April 1928. Die Zeitung wurde von Paul Kolisch in Wien herausgegeben und erschien jeden Freitag. Nach der Machtübernahme der Nationalsozialisten wurde die Zeitung unter die kommissarische Verwaltung von Franz Oesterreicher gestellt und 1939 eingestellt. Inhaltlich lag der Schwerpunkt der Zeitung in der Veröffentlichung von Fortsetzungsromanen, hinzu kamen Berichte über Film und Mode, Graphologie und verschiedene Ratgeberkolumnen.